# Payena microphylla
Payena microphylla là một loài thực vật có hoa trong họ Hồng xiêm. Loài này được (de Vriese) Burck mô tả khoa học đầu tiên năm 1885.